# World Series of Poker 1998
De World Series of Poker 1998 werd gehouden in de Binion's Horseshoe in Las Vegas van 21 april t/m 14 mei. Het was de 29ste editie van de World Series of Poker, het grootste pokerevenement ter wereld.

## Toernooien
| Event                          | Winnaar         | Prijs    | Tweede            |
| ------------------------------ | --------------- | -------- | ----------------- |
| $2,000 Limit Hold'em           | Farzad Bonyadi  | $429,940 | Paul Scarim       |
| $1,500 Seven Card Razz         | Doyle Brunson   | $93,000  | Ray Dehkharghani  |
| $1,500 Limit Omaha             | Michael Shadkin | $109,800 | Jan Lundberg      |
| $1,500 Seven Card Stud         | Kirk Morrison   | $148,185 | Max Stern         |
| $1,500 Pot Limit Omaha         | Donnacha O'Dea  | $154,800 | Johnny Chan       |
| $1,500 Seven Card Stud Split   | Tommy Hufnagle  | $139,305 | Don Holt          |
| $2,000 No Limit Hold'em        | Jeff Ross       | $259,000 | Layne Flack       |
| $2,000 Omaha 8 or better       | Chau Giang      | $150,960 | Carl Bailey       |
| $2,000 Pot Limit Hold'em       | Daniel Negreanu | $169,460 | Dominic Bourke    |
| $2,500 Seven Card Stud         | Artie Cobb      | $152,000 | Helmut Koch       |
| $2,500 Pot Limit Omaha         | T.J. Cloutier   | $136,000 | Doyle Brunson     |
| $2,500 Seven Card Stud Split   | Bill Gempel     | $120,000 | Hershey Entin     |
| $3,000 Limit Hold'em           | David Chiu      | $205,200 | Mickey Seagle     |
| $3,000 Omaha 8 or better       | Paul Rowe       | $133,200 | James Van Alstyne |
| $3,000 Pot Limit Hold'em       | Steve Rydel     | $206,400 | Dave Ulliott      |
| $5,000 Deuce to Seven Draw     | Erik Seidel     | $132,750 | Will Wilkinson    |
| $3,000 No Limit Hold'em        | Ken Buntjer     | $268,620 | Gorden Hall       |
| $5,000 Seven Card Stud         | Jan Chen        | $208,000 | Don Barton        |
| $5,000 Limit Hold'em           | Patrick Bruel   | $224,000 | Robert Redman     |
| $1,000 Ladies' Seven Card Stud | Mandy Commanda  | $40,000  | Jerri Thomas      |

## Main Event
Het Main Event was het grootste toernooi van de World Series of Poker 1994. Het is een 10.000 dollar No-Limit Texas Hold'em toernooi. De winnaar van dit toernooi wordt gezien als de officieuze wereldkampioen poker. Er deden in totaal 350 spelers mee. Het is het enige jaar waarin de finaletafel met vijf spelers gespeeld werd.

### Finaletafel
| Positie | Naam           | Prijs      |
| ------- | -------------- | ---------- |
| 1ste    | Scotty Nguyen  | $1,000,000 |
| 2de     | Kevin McBride  | $687,500   |
| 3de     | T. J. Cloutier | $437,500   |
| 4de     | Dewey Weum     | $250,000   |
| 5de     | Lee Salem      | $190,000   |

1970 · 1971 · 1972 · 1973 · 1974 · 1975 · 1976 · 1977 · 1978 · 1979 · 1980 · 1981 · 1982 · 1983 · 1984 · 1985 · 1986 · 1987 · 1988 · 1989 · 1990 · 1991 · 1992 · 1993 · 1994 · 1995 · 1996 · 1997 · 1998 · 1999 · 2000 · 2001 · 2002 · 2003 · 2004 · 2005 · 2006 · 2007 · 2008 · 2009 · 2010 · 2011 · 2012 · 2013 · 2014 · 2015 · 2016 · 2017 · 2018 · 2019 · 2020 · 2021 · 2022 · 2023 · 2024